# Comarca de Paratinga
A Comarca de Paratinga foi uma comarca com sede no município brasileiro supracitado, no interior do estado da Bahia.

## História
A Comarca de Paratinga foi criada em 2 de maio de 1835, ainda com o nome de Comarca do Urubu, nome anterior do município. Foi criada ainda quando Urubu era vila. Foi desmembrada com o passar dos anos para comarcas próprias de Macaúbas e Brejinhos.
Anteriormente à criação da comarca, Paratinga contava com a Justiça e Cartório de Urubu. Porém, também antecedeu conflitos com autoridades públicas e uma transferência temporária para Macaúbas. Após as instituições retornarem à Paratinga, a comarca foi finalmente criada.
A Comarca de Paratinga foi a terceira mais antiga comarca de todo o estado, sendo mais nova apenas em comparação a Salvador e Jacobina. Porém, em 2017, por decisão do Tribunal de Justiça, foi desativada e, todos os seus processos transferidos para a comarca da cidade de Bom Jesus da Lapa.